# Congresso di Lushnjë
Il congresso di Lushnjë (in albanese: Kongresi i Lushnjës) è stato un congresso della politica albanese tenutasi a Lushnjë, in Albania, dal 28 al 31 gennaio 1920. L'obiettivo dell'assemblea era quello di costituire un nuovo esecutivo che limitasse e si opponesse alle aspirazioni espansionistiche straniere, italiane in primis, sul paese.

## Antefatti
Al termine della prima guerra mondiale la situazione interna del Principato d'Albania era drammatica e senza un'apparente via d'uscita. Il legittimo capo di stato, il principe Guglielmo di Wied, aveva infatti dovuto abbandonare la capitale Durazzo a pochi mesi dal suo insediamento nel 1914 a causa di una rivolta. Inoltre, dopo la sconfitta della Serbia nel 1915, l'Albania centro-settentrionale era stata occupata dagli austroungarici, mentre le regioni meridionali dall'Italia, che già dal dicembre 1914 occupava stabilmente Valona. A queste due entità s'aggiungevano le aree sud-orientali, dove i francesi, impegnati in Macedonia contro la Bulgaria avevano proclamato la Repubblica albanese di Coriza nel 1916.
Dopo la sconfitta dell'Austria-Ungheria l'Albania diventa nuovamente oggetto delle mire espansionistiche del neonato Regno dei Serbi, Croati e Sloveni, della Grecia e dell'Italia, intenzionate a spartirsi i territori albanesi. Nel dicembre 1918 gli italiani autorizzarono un congresso politico a Durazzo che diede vita ad un governo provvisorio guidato da Turhan Pasha Përmeti. In quest'ottica venne siglato il 29 giugno 1919 un accordo tra Roma e Atene che prevedeva da parte greca il riconoscimento delle rivendicazioni italiane innanzi alla conferenza di Parigi su Valona e riguardo al mandato italiano sull'intera Albania. Per far diminuire le crescenti tensioni, alla conferenza di Parigi le potenze alleate emanarono il 9 dicembre 1919 un memorandum all'interno del quale, oltre all'indipendenza dell'Albania, veniva riconosciuto all'Italia il possesso di Valona e di Saseno, alla Grecia del distretto di Argirocastro e al regno serbo-croato-sloveno il diritto di costruire e gestire ferrovie nel nord del paese. 

## Il congresso
Nonostante l'opposizione delle autorità italiane, il 28 gennaio 1920, si riunirono a Lushnjë, nell'Albania centrale, 56 tra i principali leader politici del paese, delle aree fuori dai confini abitate da albanesi e della diaspora. Il congresso decretò decaduti il governo filo-italiano di Durazzo e la delegazione albanese alla Conferenza di Parigi. Venne costituito un nuovo governo, redatto un nuovo statuto e deciso lo spostamento della capitale a Tirana. Venne infine fatto un appello affinché i diritti degli albanesi venissero riconosciuti e l'integrità nazionale non venisse violata, rinunciando così a qualsiasi protettorato o ingerenza straniera.

### Il nuovo governo proclamato Congresso di Lushnjë
- Sulejman Delvina: Primo Ministro
- Ahmet Zogu: Ministro degli Affari Interni
- Mehmet Konica: Ministro degli Affari Esteri
- Kadri Prishtina: Ministro della Giustizia
- Ndoc Çoba: Ministro delle Finanze
- Sotir Peçi: Ministro dell'Educazione
- Ali Riza Kolonja: Ministro della Guerra
- Eshref Frashëri: Direttore generale dei Lavori Pubblici
- Idhomene Kosturi: Direttore generale delle Poste-Telegrafi

## Conseguenze
Subito dopo la sua formazione, il nuovo governo cercò un'iniziale collaborazione con gli italiani per annientare le formazioni fedeli ad Essad Pascià e ottenere un maggiore controllo del territorio. Una volta raggiunto l'obbiettivo le truppe italiane vennero ritirate dai vari presidi sparsi sul suolo albanese e concentrate a Valona e nel suo entroterra. Il 15 maggio 1920 i politici albanesi raggiunsero un accordo con i greci di mutuo sostegno.  
Nel giugno 1920 formazioni guerrigliere albanesi lanciarono una serie di attacchi contro le guarnigioni italiane stanziate a Valona e nel suo entroterra. Le sempre più gravi perdite inflitte dagli insorti, unite alle gravi proteste in Italia contro la presenza in Albania, spinsero il governo Giolitti, a ritirare completamente le truppe dall'Albania e a siglare un trattato d'amicizia con il governo di Tirana. Alla fine del 1920 l'integrità nazionale dell'Albania era garantita.